# Сховище культурних цінностей

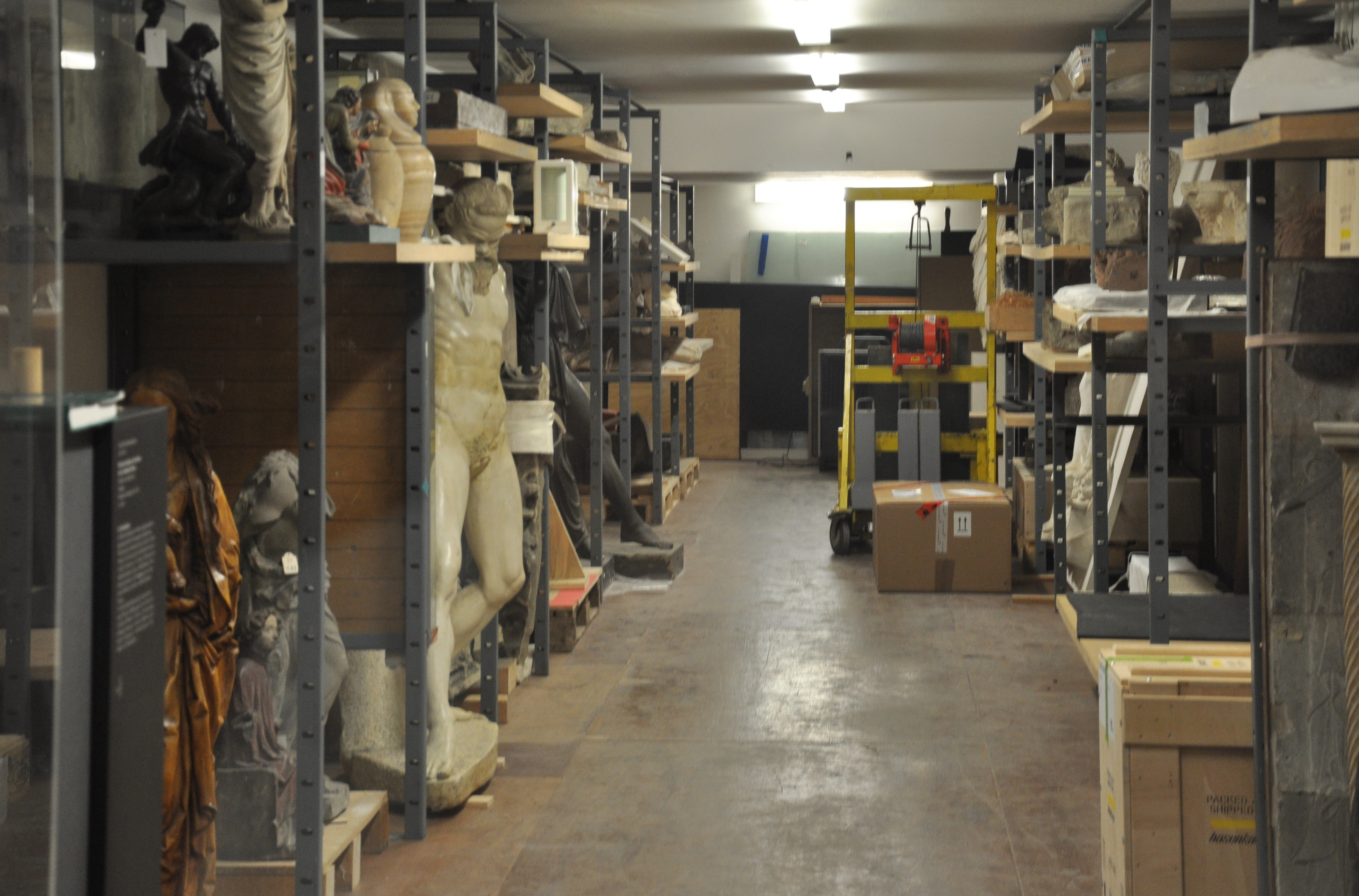
Сховище колекції Депо Лібіхгауз

Зберігання культурних цінностей, як правило, належить до сфери відповідальності установ культурної спадщини або окремих осіб. Правильне зберігання цих об'єктів може допомогти забезпечити довший термін служби об'єкта з мінімальним пошкодженням або деградацією. З такою кількістю різних типів артефактів, матеріалів і комбінацій матеріалів, зберігачі цих артефактів часто мають значні знання про найкращі практики зберігання цих об'єктів, щоб зберегти їхній початковий стан.

## Місця для зберігання

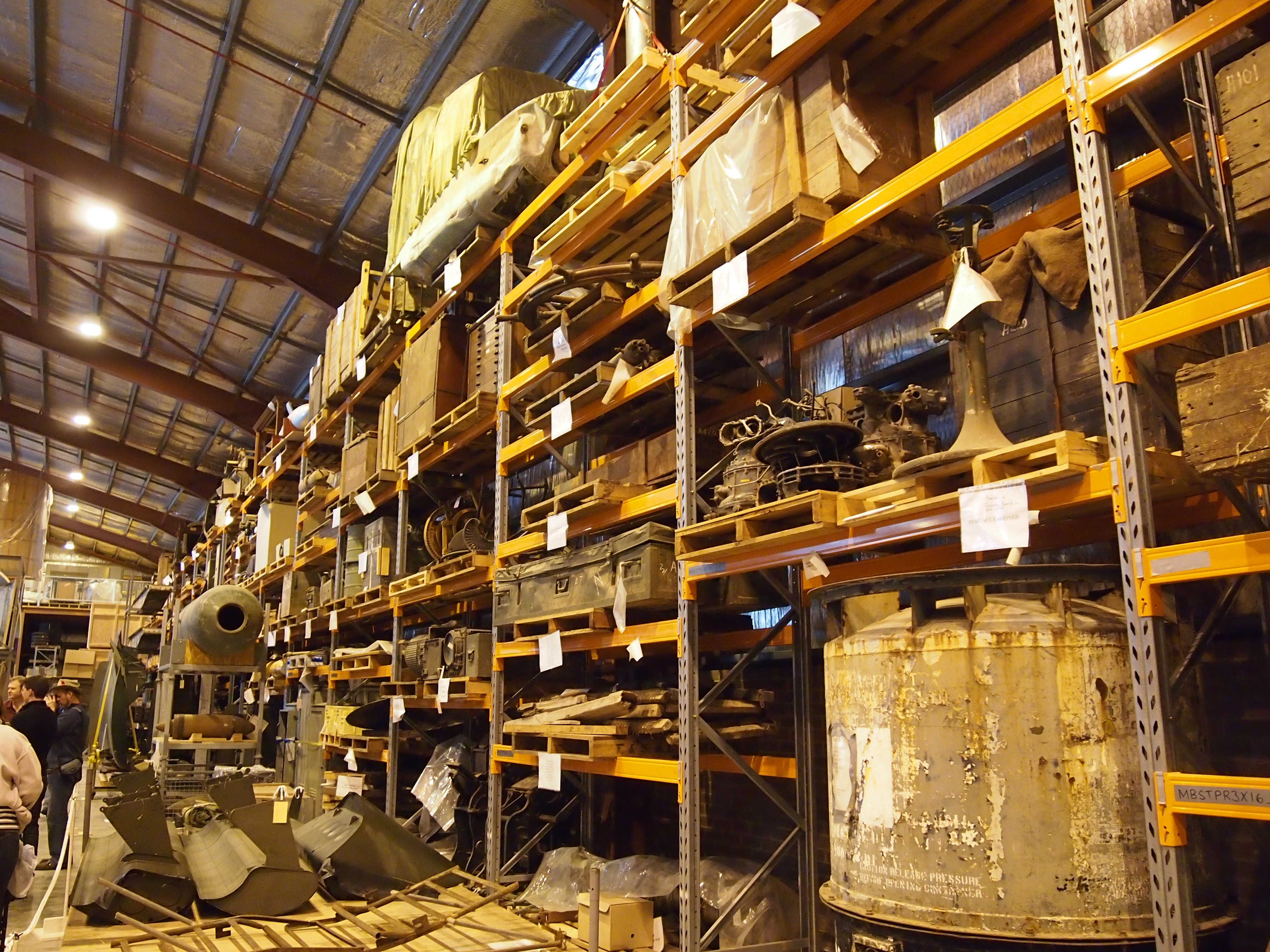
Предмети, що зберігаються на полицях і на підлозі Ресурсного центру Трелоар Австралійського військового меморіалу

Процес створення сховища колекцій зазвичай включає визначення наявних ресурсів, потреб конкретної колекції, способу використання колекції та необхідного простору, виходячи з наявної колекції та потенційних майбутніх надходжень. Доступність об'єктів на зберіганні, а також потреба в їхньому вилученні впливають на тип бажаного місця для зберігання. Якщо лише невелика частина колекції регулярно використовується, то для цих об'єктів можна вибрати окреме, більш доступне місце для зберігання, тоді як менш використовувані об'єкти можна зберігати в менш доступній частині будівлі або в приміщенні за межами музею. У будь-якому випадку, приміщення для зберігання колекцій зазвичай відокремлюють від усіх інших видів діяльності, щоб зменшити можливість пошкодження колекції від крадіжок, слідів у ґрунті, надмірного освітлення тощо.
Добре спроєктований простір для зберігання колекцій складається з багатьох рівнів, починаючи з самої будівлі, кімнати, меблів для зберігання та упаковки. Чим більше шарів використовується, тим більший захист від збудників псування. Загальноприйнято вважати, що складські приміщення не повинні знаходитися у верхній частині будівлі або нижче рівня землі, але горища та підвали часто є найбільш практичним місцем для зберігання, тому багато установ зважують ризики і вирішують модернізувати ці приміщення з точки зору структури, ізоляції та/або пароізоляції, щоб створити придатний простір для зберігання.
Тип і розмір предметів колекції також допомагають визначити, де і як облаштувати місце для зберігання. Якщо в колекції багато великих і важких предметів, наприклад, меблів, у сховищах зазвичай встановлюють низькі стелажі для них, а для переміщення предметів потрібні широкі проходи, особливо якщо для їхнього переміщення потрібна велика техніка, наприклад, навантажувач. У таких випадках дверні прорізи мають бути достатньо великими, щоб вмістити ці великі предмети, а конструкція підлоги має бути посиленою, щоб витримати вагу колекції. Якщо колекція складається переважно з невеликих об'єктів, то практичним рішенням є шафи та стелажі, тоді як для колекції двовимірних робіт можуть знадобитися плоскі шухляди та підвісні стелажі.

## Екологічний контроль
Системи клімат-контролю в сховищах колекцій зазвичай включають контроль температури, відносної вологості, а також систему вентиляції та фільтрації для видалення атмосферних забруднювачів, таких як пил, хімікати та мікроорганізми. Основна ідея клімат-контролю полягає в тому, щоб підтримувати постійну температуру та відносну вологість, щоб уникнути розширення та звуження матеріалів, що може завдати серйозної шкоди. Контроль клімату зазвичай досягається за допомогою системи опалення, вентиляції, вентиляції та кондиціонування повітря, хоча залежно від погодних умов для роботи цих систем часто може знадобитися багато енергії, що викликає занепокоєння багатьох установ.

### Температура
Як правило, підтримка нижчої температури є кращою для зберігання колекцій, оскільки хімічні та біологічні реакції мають тенденцію посилюватись із підвищенням температури, і можливе структурне пошкодження об'єктів, виготовлених із таких матеріалів, як віск, під час високих температур. Зазвичай температура колекції об'єктів може коливатися в межах 59-77 °F (15-25 °C), але коливання слід мінімізувати. Для деяких колекцій існують спеціальні рекомендації щодо температури для захисту делікатних матеріалів. Наприклад, хутра, паперові архіви та текстиль можна зберігати при нижчій температурі 5-10 °C, а плівку нітрату целюлози часто ізолюють і зберігають при температурі нижче температури замерзання, оскільки вона може спалахнути при 106 °F.

### Відносна вологість

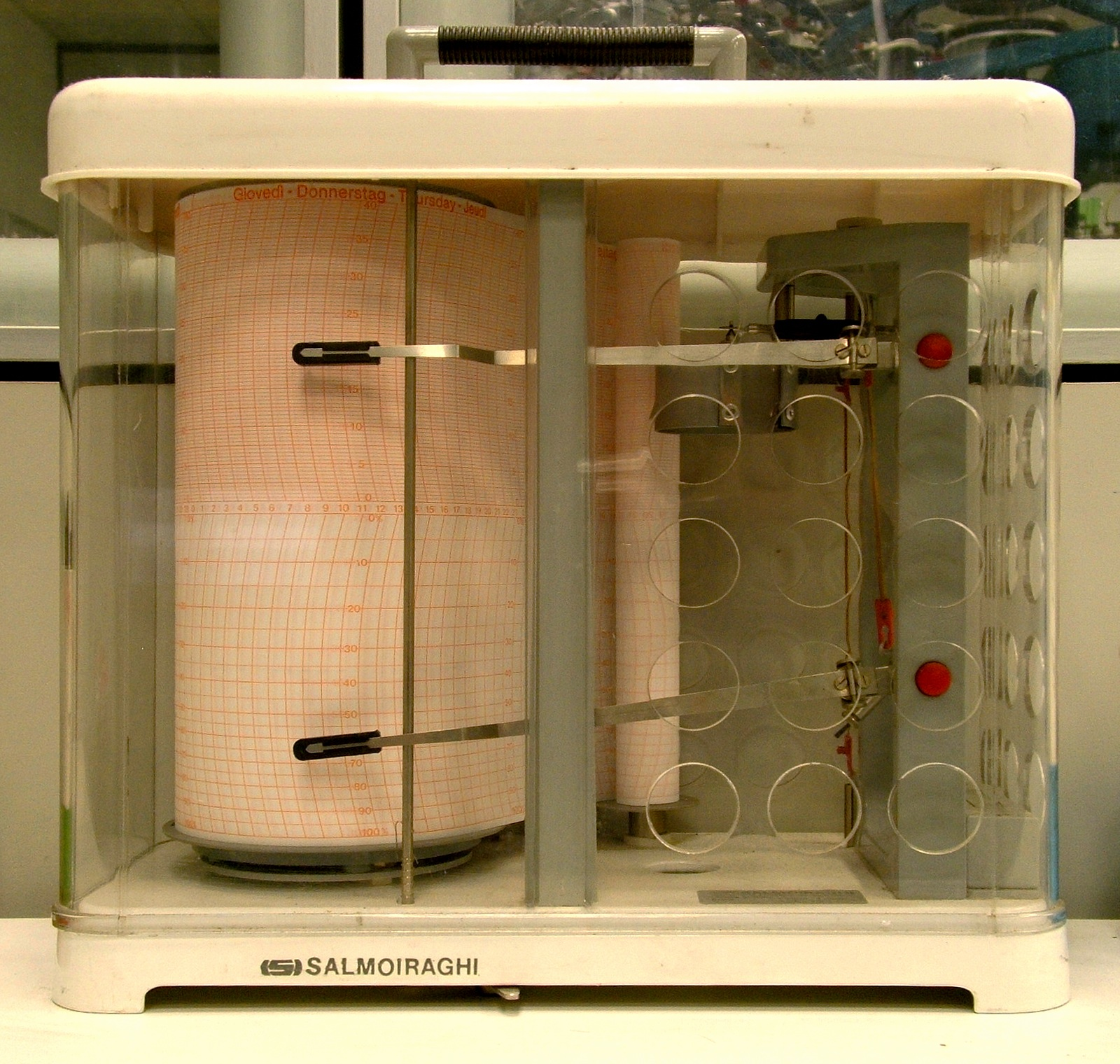
Гігротермограф

Для колекцій із комбінацією об'єктів слід орієнтуватися на значення вологості в межах 45-55 % з допустимим дрейфом +/-5 %. Короткострокові коливання слід максимально зменшити. Протягом року також допустимі сезонні значення в межах 40-60 %. Як і у випадку з контролем температури, основною метою контролю відносної вологості є уникнення великих коливань, які можуть спричинити фізичне пошкодження об'єктів, при цьому довгострокові сезонні зміни завдають більшої шкоди, ніж короткочасні зміни. Гігроскопічні матеріали, такі як дерево, текстиль і кістка, особливо чутливі до змін вологості, оскільки вони набухають і стискаються відповідно до навколишнього середовища, що з часом спричинить погіршення. Зростання цвілі відбувається лише при відносній вологості приблизно 70 % або вище, а зараження комахами частіше спостерігається при високій відносній вологості. Дуже низька відносна вологість, приблизно 35 % або нижче, може спричинити крихкість паперу та клею, а також розтріскування та викривлення деревини та слонової кістки. Багато музейних об'єктів виготовлені з кількох матеріалів, тому, щоб забезпечити належну відносну вологість для об'єкта в цілому, певні матеріали можуть бути скомпрометовані.

### Моніторинг клімату
Система постійного моніторингу має важливе значення для профілактичного догляду за об'єктами, що зберігаються в колекціях, оскільки вона допомагає виявити будь-які проблеми, оцінити ефективність коригувальних заходів і задокументувати наслідки надзвичайних подій, таких як витоки води, тривалі періоди посухи або важкі дощі. Гігротермографи є інструментом, який постійно контролює як температуру, так і відносну вологість, і є досить надійними, якщо їх правильно відкалібрувати, завдання, яке потрібно виконувати принаймні кожні три місяці, якщо не частіше. Цінність цих пристроїв полягає в тому, що вони постійно записують дані на графіки, які можна проаналізувати пізніше. Гігрометри, термометри та термогігрометри також корисні для визначення температури та відносної вологості приміщення, але найнадійнішим інструментом є психрометр. Реєстратори даних стають все більш популярними в установах, оскільки вони невеликі, записують дані через потрібні інтервали та дозволяють легко передавати дані на комп'ютер у різних форматах, включаючи графіки та таблиці, що дозволяє легко збирати та оцінювати дані.

## Освітлення
Оскільки пошкодження від видимого світла та ультрафіолетового випромінювання є кумулятивним і незворотнім, приміщення для зберігання колекцій, як правило, мають мало джерел зовнішнього освітлення, таких як вікна, і часто встановлюють освітлення в декількох зонах, керованих різними вимикачами, щоб не вмикати все світло, коли активно використовується лише невелика ділянка сховища. Зазвичай рекомендуються люмінесцентні лампи зі світлодіодним або УФ-фільтром, оскільки вони економлять енергію порівняно з лампами розжарювання, тоді як кварцові та галогенні лампи випромінюють високий рівень ультрафіолетового та інфрачервоного випромінювання, а також значну кількість тепла, що може спричинити підвищений знос об'єктів у приміщенні.

## Інтегрована боротьба зі шкідниками
Інтегрована боротьба зі шкідниками — інтенсивна програма моніторингу шкідників, таких як комахи та гризуни, які можуть завдати шкоди колекціям. У цьому методі використовуються пастки для моніторингу типів шкідників, які проникають у складські приміщення, а також для усунення входів шкідників і атракторів. Хімічна обробка від шкідників, як правило, використовується лише в крайньому випадку та за порадою професіонала, оскільки вона додає токсичні та потенційно шкідливі хімікати до місця для зберігання. Щоб уникнути приваблення шкідників, збиральні установи зазвичай уникають зовнішнього освітлення навколо дверей і вікон, коли це можливо, а також уникають використання парів ртуті або вольфрамових ламп.

## Меблі для зберігання

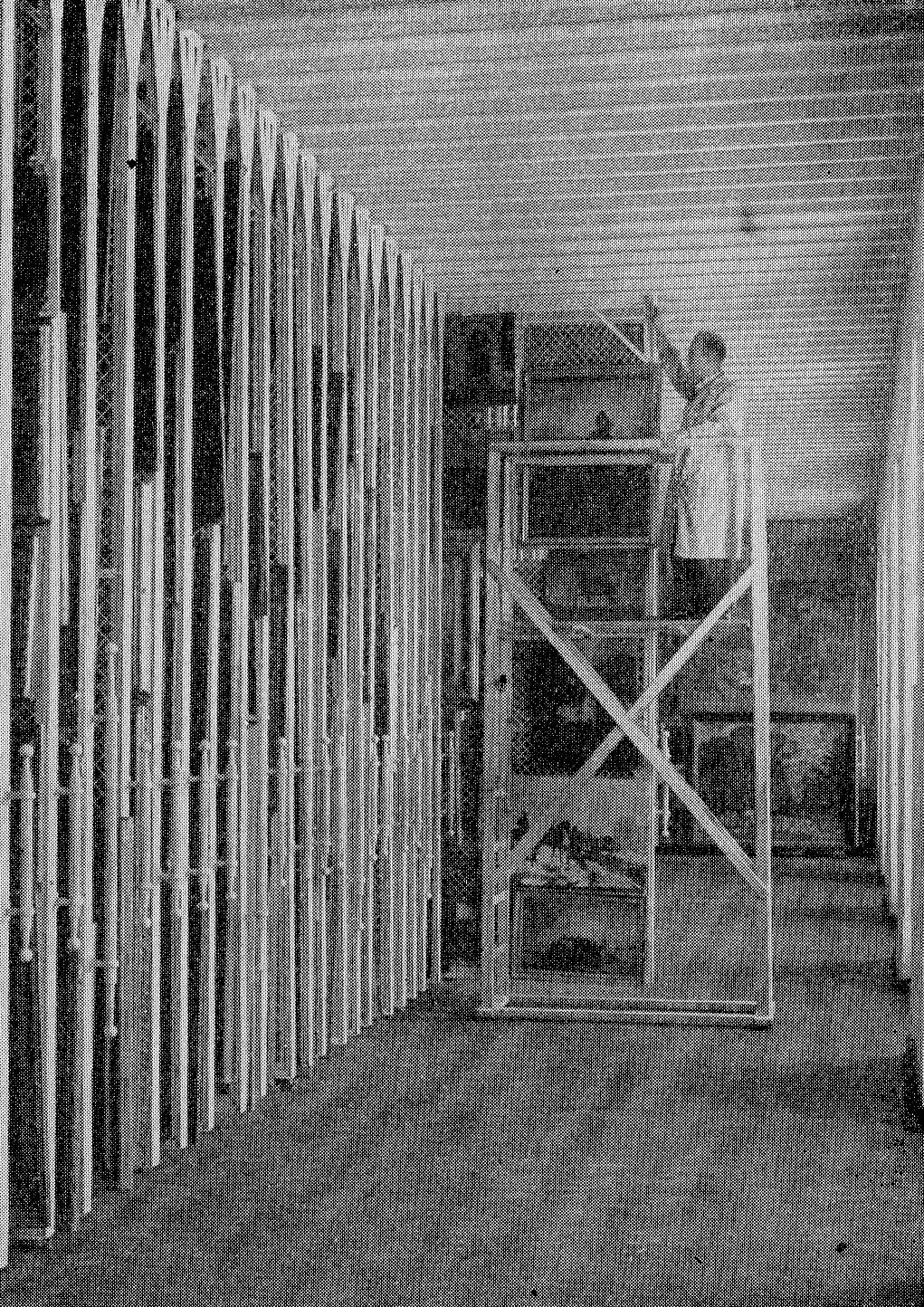
М. Н. Варшава. Магазин інтер'єрних фарб. 1966 рік

Вони тип об'єктів у колекції, доступний простір і потреба в легкому доступі, як правило, визначають, який тип системи зберігання використовується для конкретної колекції. Існує багато загальних систем зберігання, які можна придбати та модифікувати відповідно до потреб конкретної колекції, і це, як правило, економічно ефективніше, ніж мати спеціально створену систему. У невеликих складських приміщеннях багато установ використовуватимуть мобільні системи, які мають стелажі на треку, що забезпечує доступ до потрібного проходу, тоді як решта стелажів зсуваються разом.
Дерев'яні меблі для зберігання зазвичай уникають, навіть якщо вони пофарбовані, оскільки вони виділяють шкідливі кислоти, в той час як часто використовуване металеве обладнання для зберігання зазвичай виготовляється зі сталі, яка покривається порошковим епоксидним покриттям, яке є більш довговічним, ніж акрилове або поліефірне покриття.

### Стелажі для зберігання
Розсувні стелажі зазвичай використовуються для зберігання творів мистецтва в рамах, де роботи підвішуються на дротяній стійці, з'єднаній з рейками, підвішеними до каналів на підлозі та стелі, що запобігає розгойдування стелажів. Цей тип системи допускає великі варіації, оскільки відстань між стійками можна регулювати для розміщення великих або малих рам, а роботи можна організувати, щоб максимально використати простір, зберігаючи їх у вертикальному положенні, щоб уникнути пошкодження. Ці типи розсувних стелажів можуть також являти собою закритий блок, де кінець кожного стелажа має панель з ущільнювачем і закриті стінки з обох кінців, або кожен окремий стелаж може бути герметичним простором сам по собі, що зазвичай використовується для демонстрації текстилю або систем видимого зберігання, де об'єкти укладені в прозорий стелаж. Пересувні стійки також можна використовувати для підвішування текстилю, де текстиль можна накинути на штангу або підтримувати гачками, прикріпленими до рам. Стелажі також можна прикріпити до стін складських приміщень, використовуючи простір по периметру складської зони, що є найбезпечнішим для об'єктів у рамах, які не слід часто переміщати, наприклад малюнків пастельними фарбами в рамках.

### Стелажі та шафи

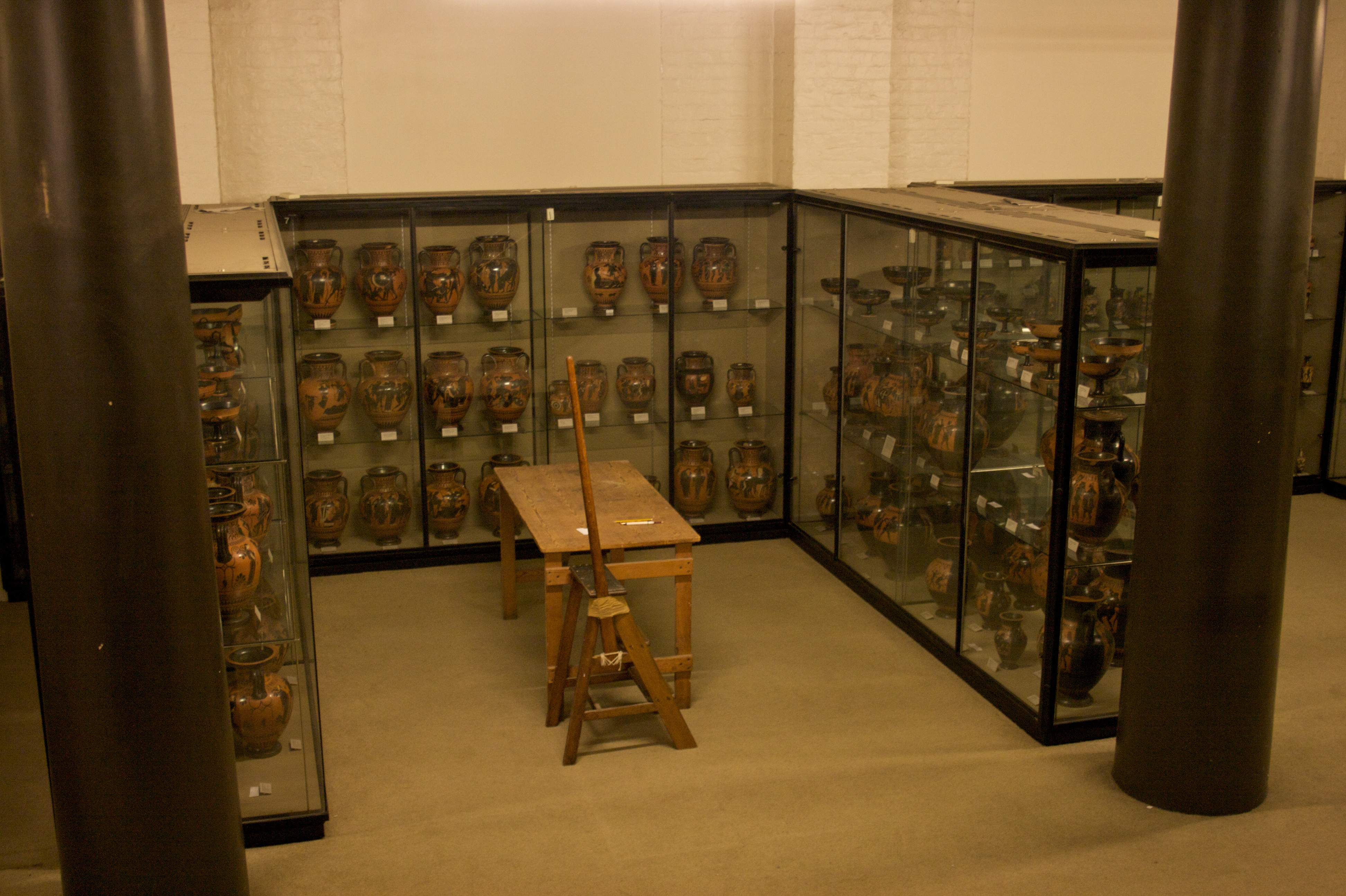
Перепустка за лаштунки Британського музею 10

Відкриті сталеві стелажні системи є економічно вигідними та легко регулюються для розміщення предметів різного розміру. Глибші полиці часто використовуються для великих предметів, тоді як менші предмети зазвичай зберігаються на вужчих полицях, щоб уникнути переповненості та можливого пошкодження під час вилучення предметів із задньої частини полиці. Стелажі можуть відповідати висоті стелі, якщо необхідно, але безпечніше для предметів і тих, хто з ними працює, тримати полиці в легкодоступному місці. Якщо використовуються відкриті стелажі, пропонується розміщувати предмети в коробках або іншим чином накривати їх для захисту від пилу та інших факторів навколишнього середовища. Металеві стелажі схильні до вібрацій, тому, якщо предмети не розміщені окремо в коробках або іншим чином не стабілізовані, рекомендується вистелити полиці захисною підкладкою. Також необхідно, щоб шафи були стабілізовані, прикріплені болтами до підлоги або стін, а полиці мали обмежувальні стрижні, щоб уникнути перекидання, особливо в сейсмічних зонах.
Шафи, як правило, універсальні та легко вміщують різноманітні предмети з регульованими полицями та висувними ящиками, а також мають можливість закривати предмети, щоб уникнути пошкодження від пилу та світла, навіть якщо предмети не в коробках чи іншим чином.

### Скриньки
Шухляди можуть бути відкритими або закритими, міститися всередині шаф або стояти окремо. Системи з відкритими шухлядами залишають простір між шухлядами і часто регулюються для розміщення предметів різної висоти, розміщуючи шухляди в потрібних напрямних або повністю залишаючи невикористані шухляди. Закриті системи висувних шухляд забезпечують більший захист від пилу та впливу світла, ніж системи відкритих скриньок, і скриньки зазвичай коротші для розміщення невеликих предметів, текстилю та двовимірних об'єктів. Роздільники можна зробити так, щоб вони містилися в неглибоких шухлядах, щоб створити окремі відділення для дрібних предметів, таких як монети, або ж можна використовувати невеликі окремі коробки таким же чином, що дозволяє вийняти всю коробку, щоб менше брати в руки сам предмет.

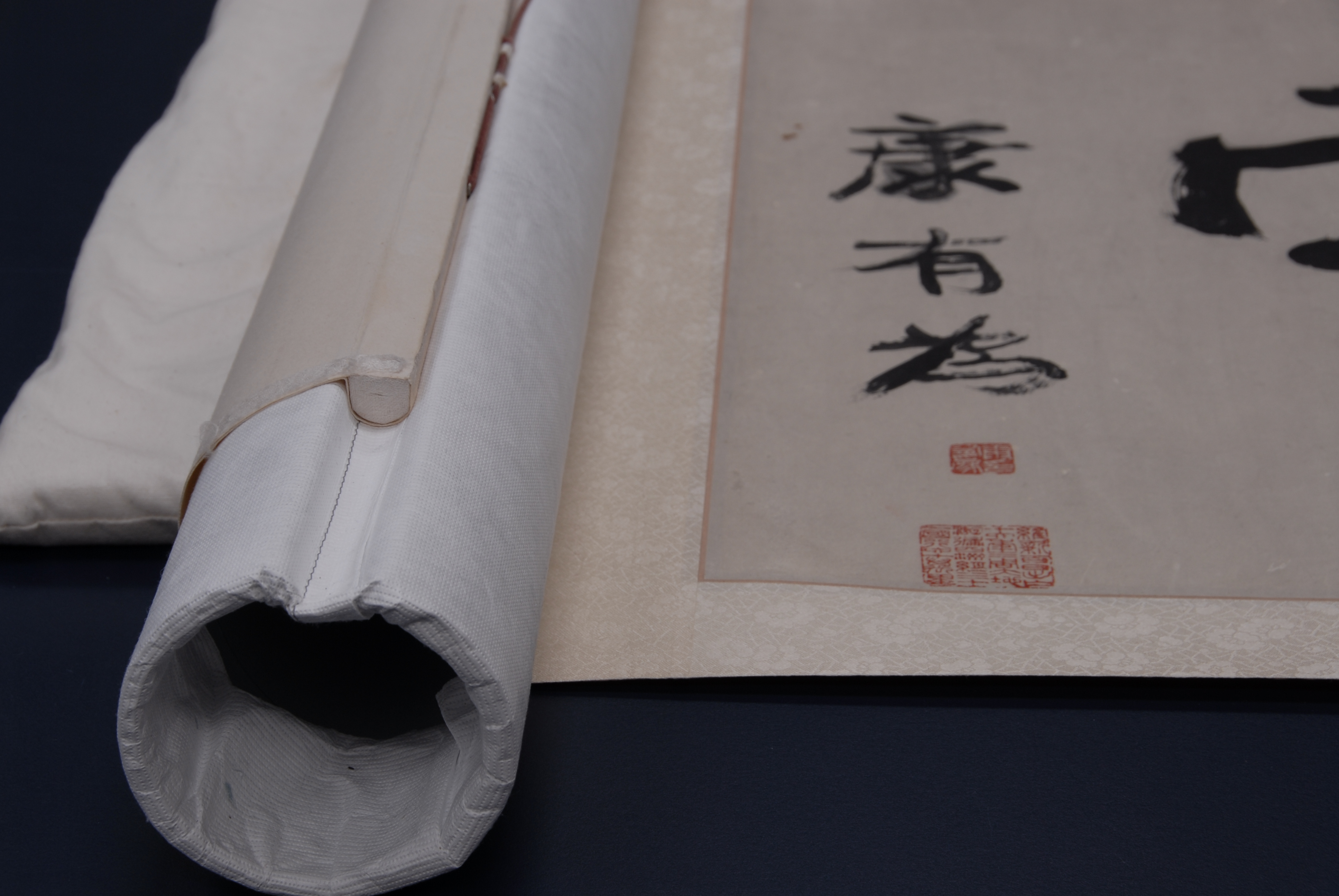
Роль архівної трубки для китайського сувою.

### Текстильні рулони
Рулони є кращим способом зберігання певних текстильних виробів, оскільки вони допомагають уникнути зминання або розтягування. Цей метод зазвичай передбачає згортання текстилю навколо картонної трубки, яка була покрита безкислотним папером або якимось іншим бар'єром, а потім навколо згорнутого текстилю обертається пластикова кришка з нещільно зав'язаними кінцями для захисту від пилу. Згорнутий текстиль можна розмістити на полиці, але кращим способом є підвішування його горизонтально за кінці трубок, що запобігає пошкодженню текстилю від тиску.

## Матеріали архівного житла
Матеріали архівного корпусу використовуються для захисту об'єктів від пилу, світла та вібрації, які потенційно можуть завдати шкоди об'єктам у сховищі, якщо вони не були захищені іншим чином. Офісне приладдя, що зазвичай використовується, зазвичай не має архівних якостей, і щоб гарантувати, що ці матеріали не впливають на об'єкти колекцій, установи не використовують матеріали, які не пройшли перевірку, щоб переконатися, що вони є інертними і, отже, не наражатимуть колекції на небезпеку.

### Архівні скриньки

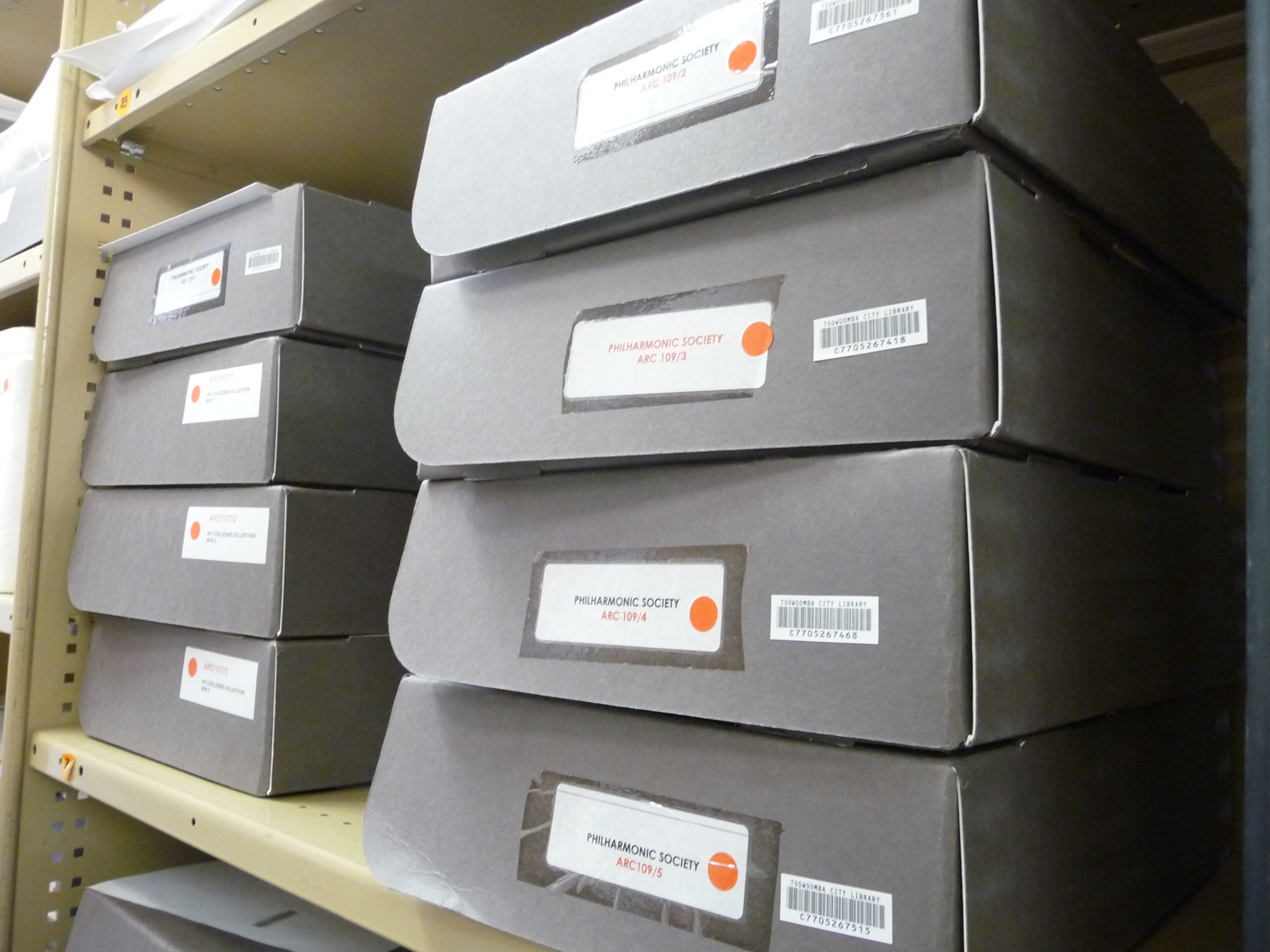
Архівні ящики на відкритих полицях.

Скриньки можуть додати додатковий шар ізоляції мікроклімату та полегшити переміщення предметів. Архівні скриньки, як правило, виготовляються з гофрованого безкислотного паперу, буферизованого чи небуферованого, або вони можуть бути виготовлені з гофрованого поліетиленового чи поліпропіленового пластику.

### Архівні документи
Усі паперові вироби з часом підкисляються, тому навіть архівні безкислотні паперові вироби, які використовуються для зберігання, зазвичай замінюють кожні кілька років. Архівна безкислотна паперова продукція може бути буферизованою або небуферизованою. Небуферний папір має нейтральний pH і використовується для розміщення фотографій, текстилю та більшості інших типів об'єктів, тоді як буферний папір, який просочений карбонатом кальцію та має лужний pH, використовується для зберігання паперових об'єктів. Буферний папір поглинає кислоту, яку виділяють паперові об'єкти, і не дозволяє мікросередовище стати надмірно кислим протягом тривалого періоду часу.
- Безкислотний пергамін зазвичай використовується для покриття крихких матеріалів або об'єктів із жирними/липкими поверхнями, оскільки він гладкий і не створює статичної електрики, хоча використовується лише протягом короткого періоду часу, оскільки швидко псується.[8]
- М'який небуферизований безкислотний цигарковий папір використовується для покриття різноманітних предметів, створення прокладки в коробках і для розміщення в складках текстилю для запобігання зминання.[8]
- Безкислотні папки є цінними для зберігання роздруківок без рамок і документів у плоских файлах.[8]

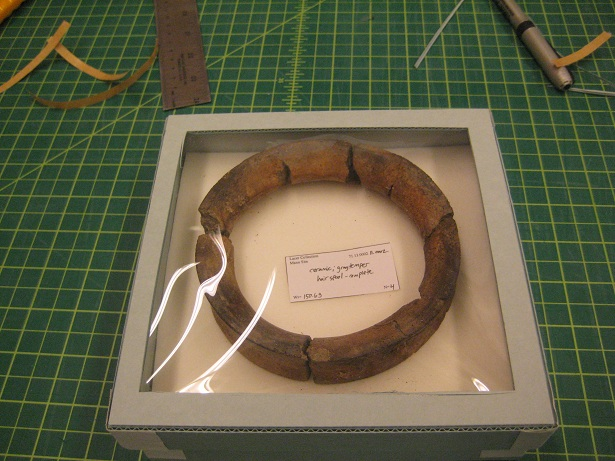
Керамічне кільце міститься в архівній коробці з пінопластовою прокладкою та оглядовим вікном із пластиковим покриттям.

### Архівна пластика
Більшість звичайних пластмас містять хлоровані сполуки та пластифікатори, які можуть мігрувати та завдати шкоди об'єктам. Поліетилен і поліестер вважаються архівним пластиком, оскільки вони не виділяють шкідливих хімічних речовин, але можуть виробляти статичну електрику при низькій відносної вологості, тому їх слід уникати навколо крихких предметів.
- Поліефірна плівка, або майлар, є хорошим засобом для збереження паперу та може виконувати роль пароізоляції.[3]
- Тайвек — це текстильний матеріал, виготовлений із поліетилену високої щільності, який працює як альтернатива пергаміну, але його якість, подібна до тканини, також дозволяє накидати його на об'єкти та використовувати різноманітно там, де паперові вироби не ідеальні.[8]
- Поліпропіленові або поліетиленові пакети бувають різних розмірів, із застібками-блискавками або без них, і часто використовуються для невеликих предметів, але можуть утримувати вологу та спричиняти пліснявіння, якщо вони закриті.[3][9]

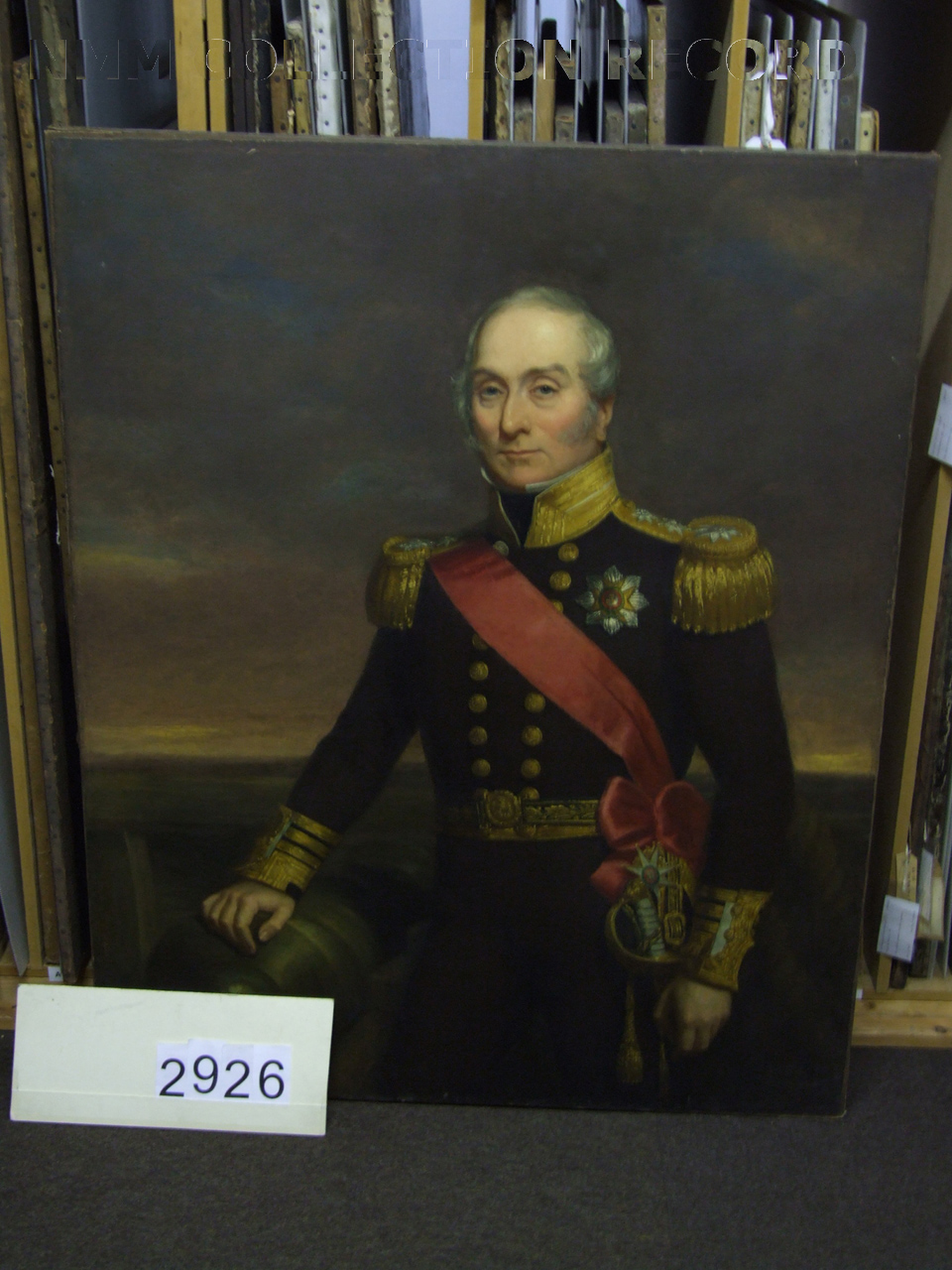
Картина зберігається в Королівському музеї Грінвіча, позначена ідентифікаційним номером.

### Архівні тканини
Тканини використовуються для обгортання або оббивки об'єктів або у формі мотузок для надійного закріплення обгорток або ярликів на об'єктах. Архівні тканини зазвичай перуть перед використанням, щоб видалити проклеювальні хімікати та пом'якшити матеріал, і ніколи не фарбують.
- Часто використовуються бавовняні тканини, як правило, у формі саржевої стрічки та ниток, які дозволяють легко закріпити обгортки, закріпити об'єкти всередині контейнерів і прив'язати бирки до об'єктів із реєстраційною інформацією.[3]
- Невибілений муслін часто використовують для обгортання скульптур і текстилю.[8]
- Поліестеровий ватин часто використовується для оббивки предметів, особливо текстилю, який часто вимагає прокладки між складками, щоб запобігти утворенню складок.[3]

### Архівні піни
Поролон і уретанова піна створюють шкідливі випари, що виділяються, і є легкозаймистими, тому їх зазвичай уникають у місцях для зберігання колекцій.
- Поліетиленова мікропіна, яку зазвичай називають етафоам, є інертною піною, яка корисна для облицювання ящиків і полиць, оббивки або колиски об'єктів або для кріплення об'єктів.[3] Вона комерційно доступна у багатьох розмірах, і її можна легко вирізати та формувати відповідно до потреб користувачів.

## Відкрите сховище

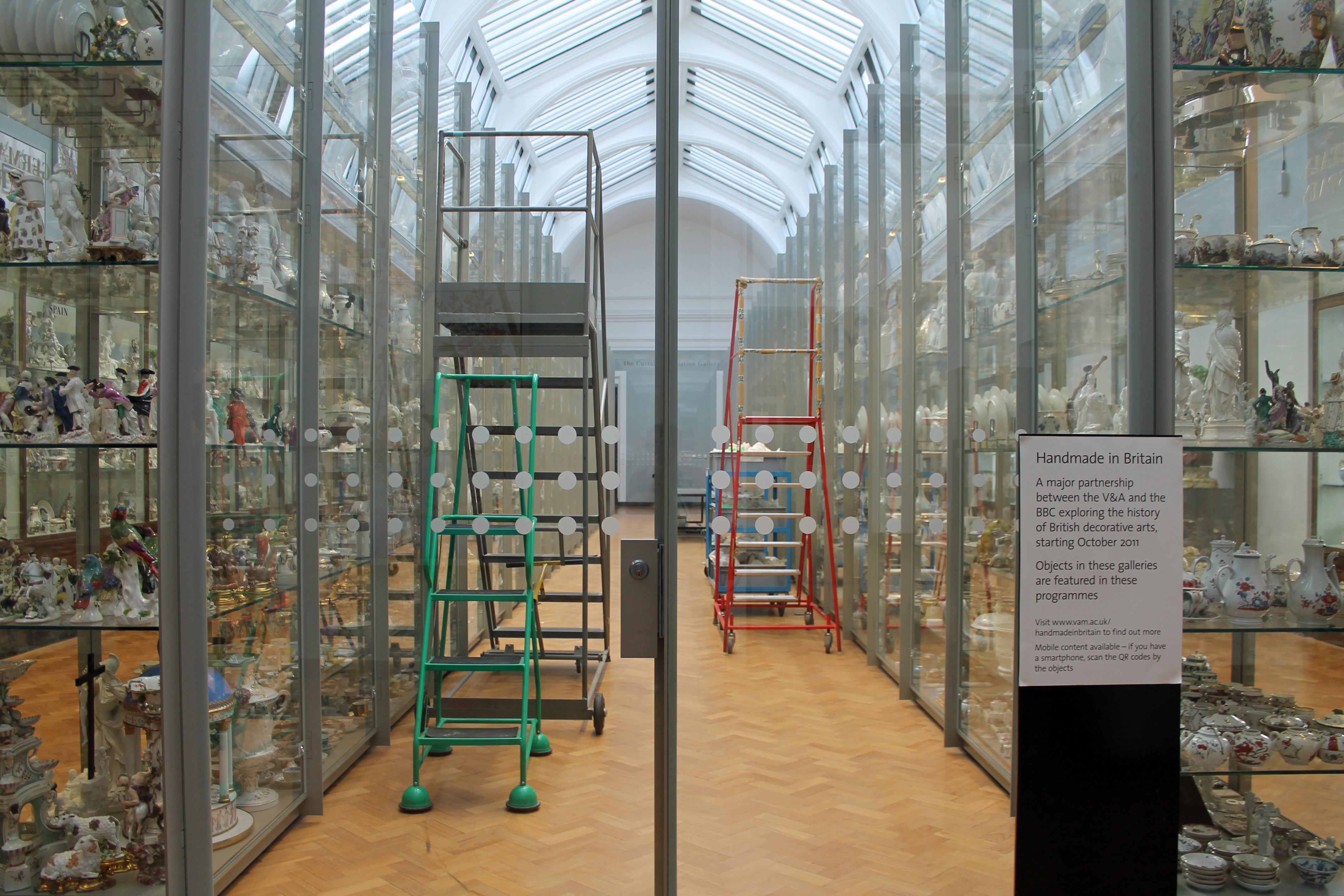
Візуальне сховище в Музеї Вікторії та Альберта

Багато музеїв починають обирати відкриті складські приміщення, які дозволяють відвідувачам бачити більше колекцій і закулісної діяльності. Незважаючи на те, що ця практика стала популярною для задоволення відвідувачів і прозорості установ, ця практика дозволяє збільшити освітленість, рівень пилу та інші екологічні проблеми, які можуть бути потенційно шкідливими для об'єктів.
Музеї з відкритим фондосховищем:
- Бруклінський музей
- Музей мистецтв Метрополітен
- Музей мистецтв і наук (Дейтона-Біч)
- Політехнічний музей
- Музей Вікторії та Альберта